# Meyrueis

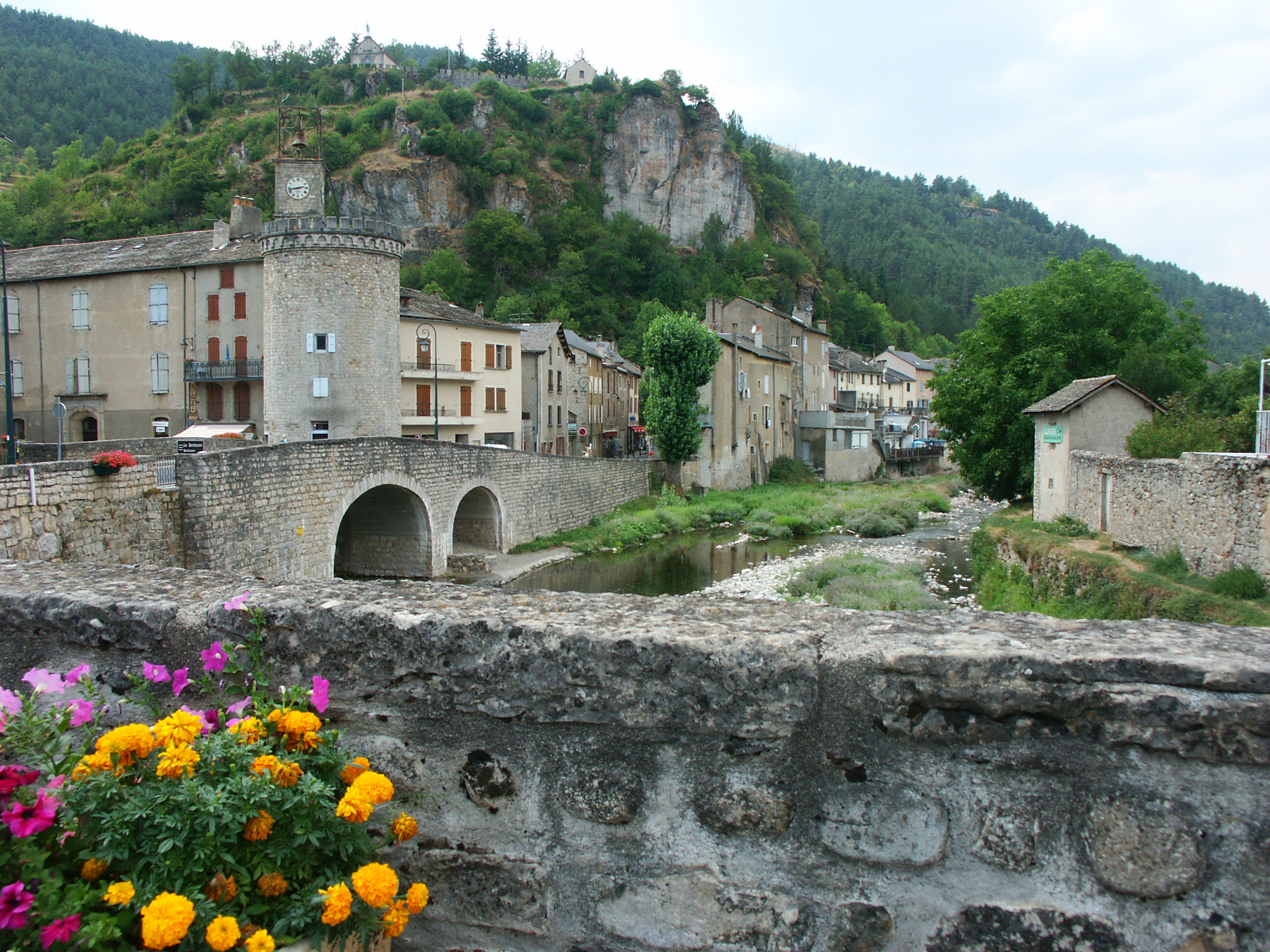
Meyrueis, 2007

Meyrueis – miejscowość i gmina we Francji, w regionie Oksytania, w departamencie Lozère.
Według danych na rok 1990 gminę zamieszkiwało 907 osób, a gęstość zaludnienia wynosiła 9 osób/km² (wśród 1545 gmin Langwedocji-Roussillon Meyrueis plasuje się na 370. miejscu pod względem liczby ludności, natomiast pod względem powierzchni na miejscu 7.).

## Populacja

Populacja Meyrueis w latach 1962-2008